# Браха
Браха — Благословення в юдаїзмі. Це особлива фраза (або кілька фраз), в якій людина (юдей) висловлює вдячність Творцеві за що-небудь, про що сказано в даному благословенні.
У брасі, яку юдеї вимовляють перед запалюванням Ханукальних свічок, говориться: «ми схиляємося перед Тобою і вдячні Тобі, Всевишній, за те, що Ти дав нам Свої заповіді і (серед них) — заповідь запалювання свічок Хануки».
Так юдеї дякують Творцеві за те, що він дарував їм, євреям, можливість доторкнутися до Небесної Мудрості та Істини, закладених у суті свята Хануки.
Жінка, що запалює вогні Хануки сама для себе (якщо у неї немає чоловіка або він у від'їзді), і помилково запаливши спочатку свічки для Шабату, не може запалити вогні Хануки, оскільки вона прийняла на себе всі обмеження Шабату з запалюванням свічок. У цьому випадку їй слід попросити кого-небудь іншого запалити для неї вогні Хануки і виголосити першу Браху Леадлік Hep. Другу Браху (Шеаса Ні-сім) і Шеехійану (якщо це перший день) жінка може сказати сама.